# 3월 2일
3월 2일은 그레고리력으로 61번째(윤년일 경우 62번째) 날에 해당한다.

## 사건
- 537년 - 벨리사리우스에게 로마를 빼앗긴 동고트족이 비티게스를 왕으로 추대하고 대군을 모아 로마를 포위 공격하다.
- 986년 - 루이 5세가 서프랑크의 왕이 되다.
- 1476년 - 부르고뉴 전쟁의 전투 중 하나인 그랑송 전투가 벌어지다.
- 1498년 - 바스쿠 다 가마의 함대가 모잠비크 섬을 방문하다.
- 1561년 - 아르헨티나의 도시 멘도사가 스페인의 정복자 페드로 델 카스티요에 의해 설립되다.
- 1808년 - 미국 의회, 미국 사법권이 미치는 지역으로 노예 수입을 금지하는 법안을 통과시키다.
- 1836년 - 텍사스 혁명(Texas Revolution) 발생. 텍사스 공화국이 멕시코로부터 독립을 선언하다.
- 1855년 - 알렉산드르 2세가 러시아 제국의 차르에 즉위하다.
- 1906년 - 이토 히로부미가 조선통감부 초대 통감으로 취임
- 1919년 - 1차 코민테른이 모스크바에서 첫 번째 회의를 개최하다.
- 1939년 - 교황 비오 12세, 260대 로마 교황 취임.
- 1941년 - 제2차 세계 대전: 불가리아가 추축국에 합류한 이후, 첫 번째 독일군 부대가 불가리아로 진주하다.
- 1946년 - 호치민이 북베트남의 대통령으로 선출되다.
- 1955년 - 부산역 열차 화재 사고.
- 1956년 - 모로코가 프랑스와 스페인로부터 독립하다.
- 1960년 - 부산 국제고무공장 화재가 일어났다.
- 1961년 - 대한민국 국무총리 직속 정보기관 시국정화단 출범.
- 1962년 - 버마(현재 미얀마)에서 네 윈이 쿠데타로 정권을 장악하다.
- 1969년 - 중소 국경 분쟁, 우수리강의 전바오섬(다만스키섬)에서 두 나라 무력 충돌.
- 1992년 - 카자흐스탄, 몰도바. 키르기스스탄, 산마리노, 아르메니아, 아제르바이잔, 우즈베키스탄, 타지키스탄, 투르크메니스탄, 유엔 가입.
- 1998년 - NASA가 목성의 위성인 유로파에서 물을 발견했다고 발표하다.
- 2011년 - 파키스탄 소수민족부 장관 샤바즈 바티가 괴한들의 총격을 받고 사망하였다.
- 2012년 - 거대한 토네이도가 미국 남부 지역에서 발생, 오하이오 밸리 지역(펜실베이니아, 오하이오, 웨스트버지니아, 인디아나, 켄터키, 일리노이의 6개주)을 강타하여 40명이 숨지다.
- 2014년 - 태국의 2014 총선 때, 선거가 시행되지 못했던 18개 지역 중 5개 지역에서 재선거가 실시되다.
- 2022년 - 김동연 새로운물결 대선후보가 이재명 더불어민주당 대선후보와 단일화에 합의하고 대통령 선거 후보직을 사퇴하다.

## 문화
- 1958년 - 중화인민공화국 베이징 수도 국제공항 개항.
- 1998년 - 대한민국 대전광역시·충청남도 일원(현 세종특별자치시 포함)에서 SBS 파워FM의 지역민방 라디오 프로그램 TJB POWER FM 개국. (FM 95.7 MHz)
- 2001년 - 대한민국 Gugak FM 라디오 방송 개국.
- 2010년 - KTX-산천이 경부선과 호남선에 투입되어 운행을 시작하였다.
- 2012년 - 가천의과대학교와 경원대학교가 가천대학교로 통합되었다.
- 2013년 - 2013년 월드 베이스볼 클래식 개막.(~ 3월 19일)
- 2014년 - 미국 로스엔젤레스 할리우드 돌비극장에서 거행된 제 86회 아카데미 시상식에서 영화 "노예 12년"이 3관왕을 달성하였다.
- 2020년 - 경강선의 남강릉신호장과 영동선의 안인역을 잇는 강릉삼각선이 개통되었다.

## 탄생
- 1459년 - 제218대 로마의 교황 교황 하드리아노 6세. (~1523년)
- 1622년 - 조선 중기의 실학자, 작가 유형원. (~1673년)
- 1793년 - 미국의 정치인, 군인, 텍사스 독립전쟁의 영웅 샘 휴스턴. (~1863년)
- 1810년 - 제256대 로마의 교황 교황 레오 13세. (~1903년)
- 1820년 - 네덜란드의 작가 물타툴리. (~1887년)
- 1824년 - 체코의 작곡가 베드르지흐 스메타나. (~1884년)
- 1832년 - 일본의 군인 겸 귀족 정치인 나카야마 다다요시.
- 1851년 - 독일의 법학자 프란츠 폰 리스트. (~1919년)
- 1876년 - 제260대 로마의 교황 교황 비오 12세. (~1958년)
- 1880년 - 일본의 군인 요나이 미쓰마사. (~1948년)
- 1894년 - 러시아의 생물학자, 생화학자 알렉산드르 오파린. (~1980년)
- 1900년 - 독일의 작곡가 커트 웨일. (~1950년)
- 1904년 - 미국의 작가, 만화가 닥터 수스. (~1991년)
- 1917년 - 수단의 정치인 바비케르 아와달라. (~2019년)
- 1919년 - 미국의 배우 제니퍼 존스. (~2009년)
- 1930년
  - 조선민주주의인민공화국의 군인 겸 정치가 김두남 (~2009년)
  - 미국의 배우 존 컬럼.
- 1931년 - 소비에트 연방의 마지막 당 서기장 미하일 고르바초프. (~2022년)
- 1932년 - 대한민국의 정치인 김윤환. (~2003년)
- 1939년
  - 대한민국의 연출가 전세권. (~2024년)
  - 일본의 황족 시마즈 다카코.
- 1940년 - 대한민국의 교수 김정웅.
- 1942년 - 미국의 가수 루 리드. (~2013년)
- 1943년 - 미국의 소설가, 시인 피터 스트라우브.
- 1944년
  - 대한민국의 성우 이선영.
  - 핀란드의 지휘자, 작곡가 레이프 세게르스탐. (~2024년)
- 1945년 - 이란의 배우 파르바네 마수미. (~2023년)
- 1946년 - 대한민국의 정치인 김용덕.
- 1947년 - 러시아의 수학자 유리 마티야세비치.
- 1950년 - 대한민국의 공무원 이만기.
- 1951년
  - 대한민국의 방송인 송지헌.
  - 대한민국의 정치인 안홍준.
- 1952년 - 러시아의 정치인 세르게이 스테파신.
- 1953년 - 대한민국의 기업인 구자열.
- 1954년
  - 대한민국의 배우 송민형. (~2024년)
  - 일본의 성우, 영화배우 타카시마 가라.
- 1955년 - 일본의 종교인 아사하라 쇼코. (~2018년)
- 1957년 - 대한민국의 가수 배일호.
- 1958년 - 영국 웨일스의 골프 선수 이언 우즈넘.
- 1959년 - 대한민국의 기업인, 오뚜기 창업자 함영준.
- 1961년 - 대학 교수 출신의 미국·푸에르토리코 여성 외교관 겸 정치인 루스 벨라 구티에레스 포르투뇨.
- 1962년 - 미국의 싱어송라이터, 음악가, 배우 존 본 조비.
- 1963년
  - 대한민국의 가수 박학기.
  - 대한민국의 배우 류용진.
  - 대한민국의 배우 박진성.
  - 대한민국의 배우 김명국.
  - 대한민국의 교육강사 출신 정치인 김학동.
- 1964년 - 대한민국의 정치인 백운규.
- 1965년 - 대한민국의 가수 정원관.
- 1967년 - 대한민국의 정치인 김영욱.
- 1968년
  - 영국의 배우 출신 영화 제작자 대니얼 크레이그.
  - 대한민국의 배우 조덕제.
- 1969년 - 대한민국의 서양화가 이진이.
- 1970년 - 대한민국의 배우 최철호.
- 1971년
  - 대한민국의 배우 고현정.
  - 체코의 아이스하키 선수 로만 체흐마네크. (~2023년)
- 1972년 - 아르헨티나의 전 축구 선수, 현 축구 감독 마우리시오 포체티노.
- 1973년 - 대한민국의 레슬링 선수 김인섭.
- 1974년 - 보스니아 헤르체고비나의 전 축구 선수 야스민 무이자.
- 1975년
  - 대한민국의 배우 이선균. (~2023년)
  - 대한민국의 만화가 김나경.
- 1977년
  - 영국의 음악가 크리스 마틴 (콜드플레이).
  - 대한민국의 전 래퍼, 방송인 김구 (코요태).
- 1978년 - 대한민국의 가수 이지형.
- 1979년
  - 아일랜드의 축구 선수 데미언 더프.
  - 대한민국의 야구 선수 이정민.
- 1980년 - 오스트레일리아의 배우 리벨 윌슨.
- 1981년
  - 대한민국의 희극인 곽현화.
  - 대한민국의 아나운서 손지화.
  - 미국의 배우 브라이스 댈러스 하워드.
- 1982년
  - 대한민국의 만화가 이종범.
  - 대한민국의 배우 박성현.
- 1983년
  - 대한민국의 미스코리아, 배우 이하늬.
  - 대한민국의 바둑 기사 이세돌.
- 1984년
  - 대한민국의 배우 전태수. (~2018년)
  - 조선민주주의인민공화국의 축구 선수 정대세.
  - 대한민국의 배우 성혁.
  - 미국의 성우 이언 싱클레어.
  - 대한민국의 가수 최정철.
  - 대한민국의 연주자 최광문.
- 1985년
  - 대한민국의 희극인 정찬민.
  - 일본의 축구 선수 히구치 도모유키.
- 1986년
  - 미국의 배우 이선 펙.
  - 대한민국의 웹디자이너 박혜림.
- 1987년 - 대한밍국의 뮤지컬 배우 백형훈.
- 1988년
  - 영국의 싱어송라이터 제임스 아서.
  - 대한민국의 전직 스타크래프트 프로게이머 흑운장.
  - 대한민국의 미스코리아 및 기자 유정원.
- 1989년
  - 대한민국의 야구 선수 김주.
  - 대한민국의 야구 선수 홍효의.
  - 벨기에의 축구 선수 토비 알데르베이럴트.
- 1990년
  - 대한민국의 가수, 배우 이홍기 (FT아일랜드).
  - 대한민국의 희극인 이한별.
- 1991년
  - 대한민국의 축구 선수 김민수.
  - 스코틀랜드의 축구 선수 제이미 네스.
- 1992년
  - 대한민국의 야구 선수 김태훈.
  - 대한민국의 축구 선수 김진영.
  - 잉글랜드의 배우 메이지 리처드슨셀러스.
- 1993년
  - 대한민국의 전 가수 상도.
  - 대한민국의 가수, 유튜버 유정호.
- 1994년
  - 대한민국의 배우 서은수.
  - 대한민국의 배우 최효은.
  - 대한민국의 유도 선수 안창림.
- 1995년 - 대한민국의 배우 김주영.
- 1996년
  - 중국의 가수 용국 (JBJ).
  - 대한민국의 배우, 모델 김영대.
- 1997년 - 미국의 가수, 작곡가, 배우 베키 G.
- 1998년 - 대한민국의 인터넷 방송인 쏘대장.
- 1999년 - 대한민국의 배우 최원희.
- 2000년 - 프랑스의 축구 선수 일란 멜리에.
- 2001년 -‪ 캐나다의 배우 지워니 가브리엘‬.
- 2002년
  - 미국의 가수 베비스 소르비앙.
  - 대한민국의 축구 선수 이지훈.
  - 대한민국의 가수 신지윤.
  - 대한민국의 가수 원빈.
- 2003년
  - 대한민국의 야구 선수 박준영.
  - 대한민국의 가수 김다연.
- 2005년 - 일본의 축구 선수 히라가 소라.
- 2007년 - 대한민국의 배우 엄채영.
- 2009년 - 일본의 바둑 기사 나카무라 스미레.
- 2016년 - 스웨덴의 왕태자 스코네 공작 오스카르 왕자.

### 미상
- 대한민국의 가수 제이프.

## 가상인물
- Fate/Zero - 마토우 사쿠라
- 임슬기(인생존망) - 인생존망에 나오는 사람

## 사망
- 274년 - 페르시아의 예언자로 마니교의 창시자 마니. (216년~)
- 1009년 - 고려의 제7대 국왕 목종. (980년~)
- 1589년 - 이탈리아의 추기경이자 외교관 알레산드로 파르네세. (1520년~)
- 1619년 - 잉글랜드의 왕 덴마크의 앤. (1574년~)
- 1791년 - 신학자, 저술가, 영국 성공회 사제 존 웨슬리. (1703년~)
- 1855년 - 러시아의 제국의 황제 니콜라이 1세. (1796년~)
- 1982년 - 미국의 작가 필립 K. 딕. (1928년~)
- 1991년 - 프랑스의 가수 세르주 갱스부르. (1928년~)
- 1999년 - 영국의 가수 더스티 스프링필드. (1939년~)
- 2011년 - 파키스탄의 정치인 샤바즈 바티. (1968년~)
- 2017년 - 대한민국의 배우 민욱. (1947년~)
- 2018년
  - 미국의 게이 포르노 배우 빌리 헤링턴. (1969년~)
  - 미국의 산업디자이너 겸 작가 제임스 T. 볼드윈 (1933년~)
- 2020년
  - 미국의 영화배우 제임스 립턴. (1926년~)
  - 이란의 정치인 모함마드 미르모함마디. (1948년~)
- 2021년
  - 대한민국의 소설가 김태영. (1933년~)
  - 자메이카의 음악가 버니 웨일러. (1947년~)
- 2022년
  - 미국의 영화 감독, 영화 제작자 앨런 래드 주니어. (1937년~)
  - 미국의 영화배우 자니 브라운. (1937년~)
  - 러시아의 장군 안드레이 수호베츠키. (1974년~)
- 2023년 - 미국의 작곡가 웨인 쇼터. (1933년~)
- 2024년
  - 미국의 블루스 음악가 W. C. 클라크. (1939년~)
  - 대한민국의 성악가 나영수. (1938년~)
  - 필리핀의 영화배우 재클린 호세. (1963년~)
  - 대한민국의 공무원 황영하. (1939년~)
- 2025년
  - 러시아의 레슬링인 부바이사르 사이티예프. (1975년~)
  - 독일의 정치인 베른하르트 포겔. (1932년~)

## 기념일
- 일본 오바마(Obama, Japan)의 오미주-오쿠리(Omizu-okuri, 물나르기) 축제
- 미얀마 농민의 날
- 텍사스 독립기념일(Texas Independence Day): 미국 텍사스주의 기념일
- 리드 어크로스 아메리카 데이(Read Across America Day): 미국 어린이들에게 독서를 권장하는 전국 규모의 행사
- 에티오피아 아드와 전승 기념일(Victory at Adwa Day)
- 조선민주주의인민공화국의 식수절

## 같이 보기
- 전날: 3월 1일 다음날: 3월 3일 - 전달: 2월 2일 다음달: 4월 2일
- 음력: 3월 2일
- 모두 보기